# Villanueva de San Carlos
Villanueva de San Carlos – gmina w Hiszpanii, w prowincji Ciudad Real, w Kastylii-La Mancha, o powierzchni 109,25 km². W 2011 roku gmina liczyła 356 mieszkańców.